# Большие данные
Больши́е да́нные (англ. big data, [ˈbɪɡ ˈdeɪtə]) — обозначение структурированных и неструктурированных данных огромных объёмов и значительного многообразия, эффективно обрабатываемых горизонтально масштабируемыми программными инструментами, появившимися в конце 2000-х годов и альтернативных традиционным системам управления базами данных и решениям класса Business Intelligence.
В широком смысле о «больших данных» говорят как о социально-экономическом феномене, связанном с появлением технологических возможностей анализировать огромные массивы данных, в некоторых проблемных областях — весь мировой объём данных, и вытекающих из этого трансформационных последствий.
В качестве определяющих характеристик для больших данных традиционно выделяют «три V»: объём (англ. volume, в смысле величины физического объёма), скорость (velocity в смыслах как скорости прироста, так и необходимости высокоскоростной обработки и получения результатов), многообразие (variety, в смысле возможности одновременной обработки различных типов структурированных и полуструктурированных данных); в дальнейшем возникли различные вариации и интерпретации этого признака.
С точки зрения информационных технологий, в совокупность подходов и инструментов изначально включались средства массово-параллельной обработки неопределённо структурированных данных, прежде всего, системами управления базами данных категории NoSQL, алгоритмами MapReduce и реализующими их программными каркасами и библиотеками проекта Hadoop. В дальнейшем к серии технологий больших данных стали относить разнообразные информационно-технологические решения, в той или иной степени обеспечивающие сходные по характеристикам возможности по обработке сверхбольших массивов данных.

## История
Широкое введение термина «большие данные» связывают с Клиффордом Линчем, редактором журнала Nature, подготовившим к 3 сентября 2008 года специальный выпуск с темой «Как могут повлиять на будущее науки технологии, открывающие возможности работы с большими объёмами данных?», в котором были собраны материалы о феномене взрывного роста объёмов и многообразия обрабатываемых данных и технологических перспективах в парадигме вероятного скачка «от количества к качеству»; термин был предложен по аналогии с расхожими в деловой англоязычной среде метафорами «большая нефть», «большая руда».
Несмотря на то, что термин вводился в академической среде и прежде всего разбиралась проблема роста и многообразия научных данных, начиная с 2009 года термин широко распространился в деловой прессе, а к 2010 году относят появление первых продуктов и решений[обтекаемое выражение], относящихся исключительно и непосредственно к проблеме обработки больших данных. К 2011 году большинство крупнейших поставщиков информационных технологий для организаций в своих деловых стратегиях использует понятие о больших данных, в том числе IBM, Oracle, Microsoft, Hewlett-Packard, EMC, а основные аналитики рынка информационных технологий посвящают концепции выделенные исследования.
В 2011 году Gartner отметил большие данные как тренд номер два в информационно-технологической инфраструктуре (после виртуализации и как более существенный, чем энергосбережение и мониторинг). В это же время прогнозировалось, что внедрение технологий больших данных наибольшее влияние окажет на информационные технологии в производстве, здравоохранении, торговле, государственном управлении, а также в сферах и отраслях, где регистрируются индивидуальные перемещения ресурсов.
С 2013 года большие данные как академический предмет изучаются в появившихся вузовских программах по науке о данных и вычислительным наукам и инженерии.
В 2015 году Gartner исключил большие данные из цикла зрелости новых технологий и прекратил выпускать выходивший в 2011—2014 годы отдельный цикл зрелости технологий больших данных, мотивировав это переходом от этапа шумихи к практическому применению. Технологии, фигурировавшие в выделенном цикле зрелости, по большей части перешли в специальные циклы по продвинутой аналитике и науке о данных, по BI и анализу данных, корпоративному управлению информацией, резидентным вычислениям, информационной инфраструктуре.

## VVV
Набор признаков VVV (volume, velocity, variety) изначально выработан Meta Group в 2001 году вне контекста представлений о больших данных как об определённой серии информационно-технологических методов и инструментов, в нём, в связи с ростом популярности концепции центрального хранилища данных для организаций, отмечалась равнозначимость проблематик управления данными по всем трём аспектам. В дальнейшем появились интерпретации с «четырьмя V» (добавлялась veracity — достоверность, использовалась в рекламных материалах IBM), «пятью V» (в этом варианте прибавляли viability — жизнеспособность, и value — ценность), и даже «семью V» (кроме всего, добавляли также variability — переменчивость, и visualization). IDC интерпретирует «четвёртое V» как value c точки зрения важности экономической целесообразности обработки соответствующих объёмов в соответствующих условиях, что отражено также и в определении больших данных от IDC. Во всех случаях в этих признаках подчёркивается, что определяющей характеристикой для больших данных является не только их физический объём, но другие категории, существенные для представления о сложности задачи обработки и анализа данных.

## Методы анализа
Методы и техники анализа, применимые к большим данным, выделенные в отчёте McKinsey:
- методы класса Data Mining: обучение ассоциативным правилам (англ. association rule learning), классификация (методы категоризации новых данных на основе принципов, ранее применённых к уже наличествующим данным), кластерный анализ, регрессионный анализ;
- краудсорсинг — категоризация и обогащение данных силами широкого, неопределённого круга лиц, привлечённых на основании публичной оферты, без вступления в трудовые отношения;
- смешение и интеграция данных (англ. data fusion and integration) — набор техник, позволяющих интегрировать разнородные данные из разнообразных источников для возможности глубинного анализа, в качестве примеров таких техник, составляющих этот класс методов приводятся цифровая обработка сигналов и обработка естественного языка (включая тональный анализ);
- машинное обучение, включая обучение с учителем и без учителя, а также Ensemble learning — использование моделей, построенных на базе статистического анализа или машинного обучения для получения комплексных прогнозов на основе базовых моделей (англ. constituent models, ср. со статистическим ансамблем в статистической механике);
- искусственные нейронные сети, сетевой анализ, оптимизация, в том числе генетические алгоритмы;
- распознавание образов;
- прогнозная аналитика;
- имитационное моделирование;
- пространственный анализ (англ. Spatial analysis) — класс методов, использующих топологическую, геометрическую и географическую информацию в данных;
- статистический анализ, в качестве примеров методов приводятся A/B-тестирование и анализ временных рядов;
- визуализация аналитических данных — представление информации в виде рисунков, диаграмм, с использованием интерактивных возможностей и анимации как для получения результатов, так и для использования в качестве исходных данных для дальнейшего анализа.

## Технологии
Наиболее часто указывают в качестве базового принципа обработки больших данных горизонтальную масштабируемость, обеспечивающую обработку данных, распределённых на сотни и тысячи вычислительных узлов, без деградации производительности; в частности, этот принцип включён в определение больших данных от NIST. При этом McKinsey, кроме рассматриваемых большинством аналитиков технологий NoSQL, MapReduce, Hadoop, R, включает в контекст применимости для обработки больших данных также технологии Business Intelligence и реляционные системы управления базами данных с поддержкой языка SQL.

### Аппаратные решения
Существует ряд аппаратно-программных комплексов, предоставляющих предконфигурированные решения для обработки больших данных: Aster MapReduce appliance (корпорации Teradata), Oracle Big Data appliance, Greenplum appliance (корпорации EMC, на основе решений поглощённой компании Greenplum). Эти комплексы поставляются как готовые к установке в центры обработки данных телекоммуникационные шкафы, содержащие кластер серверов и управляющее программное обеспечение для массово-параллельной обработки.
Аппаратные решения для резидентных вычислений, прежде всего, для баз данных в оперативной памяти и аналитики в оперативной памяти, в частности, предлагаемой аппаратно-программными комплексами Hana (предконфигурированное аппаратно-программное решение компании SAP) и Exalytics (комплекс компании Oracle на основе реляционной системы Timesten и многомерной Essbase), также иногда относят к решениям из области больших данных, несмотря на то, что такая обработка изначально не является массово-параллельной, а объёмы оперативной памяти одного узла ограничиваются несколькими терабайтами.
Кроме того иногда к решениям для больших данных относят и аппаратно-программные комплексы на основе традиционных реляционных систем управления базами данных — Netezza, Teradata, Exadata, как способные эффективно обрабатывать терабайты и эксабайты структурированной информации, решая задачи быстрой поисковой и аналитической обработки огромных объёмов структурированных данных. Отмечается, что первыми массово-параллельными аппаратно-программными решениями для обработки сверхбольших объёмов данных были машины компаний Britton Lee, впервые выпущенные в 1983 году, и Teradata (начали выпускаться в 1984 году, притом в 1990 году Teradata поглотила Britton Lee).
Аппаратные решения DAS — систем хранения данных, напрямую присоединённых к узлам — в условиях независимости узлов обработки в SN-архитектуре также иногда относят к технологиям больших данных. Именно с появлением концепции больших данных связывают всплеск интереса к DAS-решениям в начале 2010-х годов, после вытеснения их в 2000-е годы сетевыми решениями классов NAS и SAN.